# Environnement à La Réunion
L'environnement constitue, à La Réunion, un enjeu essentiel. La Réunion est en effet une petite île française de l'océan Indien où l'espace est limité et les pressions sur les milieux naturels importantes. Certains de ces milieux font désormais partie du parc national de La Réunion et de la réserve naturelle marine de La Réunion.

## La biodiversité à La Réunion

### Contexte insulaire
La Réunion est une île de l'archipel des Mascareignes à 172 km à l'ouest-sud-ouest de l'île Maurice et à 679 km à l'est-sud-est de Madagascar. Il s'agit d'une île volcanique culminant à 3 071 m au piton des Neiges.
De par cette insularité, La Réunion a été et est toujours un lieu de forte biodiversité avec un fort taux d'espèces endémiques, tant animales (pétrel de Bourbon) que végétales (tamarin des Hauts).
En revanche, cette forte richesse est fragile, l'implantation de l'homme à partir du XVIIe siècle a entraîné la disparition de nombreuses espèces, par la chasse (mascarin de La Réunion) ou plus récemment par la destruction de leur habitat par l'urbanisation (pétrel de Barau). L'île ayant une densité de population de 341 habitants/km² en 2017 plus de 3 fois supérieure à la densité de l'ensemble de la France. 
On peut en outre noter la menace que peuvent causer les espèces invasives dans un contexte insulaire. Ainsi des espèces natives végétales sont aujourd'hui menacées par des espèces introduites, comme le goyavier ou la vigne marronne aujourd'hui considérés invasifs dans la forêt de Bébour, et des espèces comme le bois de senteur blanc ont failli disparaître dans les années 1970.

### Territoires protégés
- Parc marin de La Réunion
- Réserve naturelle nationale de l'étang de saint-Paul
- Parc national de La Réunion

## Impacts sur les milieux naturels

### Pressions sur les ressources

#### Énergies renouvelables
- Énergie éolienne à La Réunion.
- Géothermie à La Réunion.

### Pollutions

#### La pollution de l'air
L'association agréée de surveillance de la qualité de l'air compétente sur le territoire est Atmo Réunion, fondée le 13 juin 1998 et basée à Sainte-Marie.

#### La pollution de l'eau
À La Réunion, l’étude du contenu stomacal des tortues et oiseaux marins révèle l'importance de la pollution marine aux matières plastiques dans cette partie de l'océan Indien.

## L'exposition aux risques
La Réunion est exposée à de multiples aléas naturels : inondations, tempêtes, cyclones, incendies, glissements de terrain, séismes, éruptions volcaniques...